# Бюсіньї (Во)
Бюсіньї (фр. Bussigny) — громада  в Швейцарії в кантоні Во, округ Лозанна-Захід.

## Географія
Громада розташована на відстані близько 85 км на південний захід від Берна, 7 км на захід від Лозанни.
Бюсіньї має площу 4,8 км², з яких на 48,3% дозволяється будівництво (житлове та будівництво доріг), 33,7% використовуються в сільськогосподарських цілях, 16,9% зайнято лісами, 1% не є продуктивними (річки, льодовики або гори).

## Демографія
2019 року в громаді мешкало 8930 осіб (+10,7% порівняно з 2010 роком), іноземців було 36,2%. Густота населення становила 1857 осіб/км².
За віковим діапазоном населення розподілялося таким чином: 22,1% — особи молодші 20 років, 64% — особи у віці 20—64 років, 13,9% — особи у віці 65 років та старші. Було 3818 помешкань (у середньому 2,3 особи в помешканні).
Із загальної кількості 6355 працюючих 9 було зайнятих в первинному секторі, 2090 — в обробній промисловості, 4256 — в галузі послуг.